# Gibbonsia evides
Gibbonsia evides är en fiskart som först beskrevs av Jordan och Gilbert, 1883.  Gibbonsia evides ingår i släktet Gibbonsia och familjen Clinidae. Inga underarter finns listade i Catalogue of Life.